# Eleocharis knutei
Eleocharis knutei är en halvgräsart som beskrevs av Pabón och Zavaro. Eleocharis knutei ingår i släktet småsäv, och familjen halvgräs. Inga underarter finns listade i Catalogue of Life.